# Penfield (Nueva York)
Penfield es un pueblo ubicado en el condado de Monroe en el estado estadounidense de Nueva York. En el año 2000 tenía una población de 34,645 habitantes y una densidad poblacional de 924 personas por km².

## Geografía
Penfield se encuentra ubicado en las coordenadas 43°09′40″N 77°26′48″O / 43.16111, -77.44667.

## Demografía
Según la Oficina del Censo en 2000 los ingresos medios por hogar en la localidad eran de $63,223 y los ingresos medios por familia eran $74,959. Los hombres tenían unos ingresos medios de $52,282 frente a los $33,365 para las mujeres. La renta per cápita para la localidad era de $29,576. Alrededor del 3.7% de la población estaban por debajo del umbral de pobreza.